# Chicago hardcore
Per Chicago hardcore si intende la scena hardcore punk sviluppatasi a Chicago e nelle zone limitrofe, tendenzialmente più sperimentale rispetto a quella newyorkese, californiana e di Washington D.C..
Si è sviluppata a partire dai primi anni ottanta, grazie a locali come il La Mère Vipère, l'Oz ed l'O'Banion's.
Tra le band più popolari vi furono Mentally Ill, Strike Under, Silver Abuse, Effigies, Articles Of Faith, Rights Of The Accused, Naked Raygun e Big Black.
Un'importante testimonianza del movimento è contenuta nella compilation live Busted At Oz, pubblicata nel 1981.
Nel 2007 è stato pubblicato il film-documentario You Weren't There: A History of Chicago Punk 1977-84, che ripercorre la storia della scena fin dagli albori.

## Band Chicago hardcore

### Precursori
- Tutu & The Pirates
- Beluga & The Human Ashtrays
- Skafish
- The C*nts

### Le prime band della scena
- The Effigies
- Articles Of Faith
- Naked Raygun
- Big Black
- Strike Under
- Silver Abuse
- Mentally Ill
- Rights Of The Accused
- Negative Element
- Savage Beliefs
- Toothpaste
- Subverts

### Seconda generazione
- Screeching Weasel
- Bhopal Stiffs
- Life Sentence
- Out Of Order
- No Empathy
- Pegboy